# Oddaverjar
Oddaverjar era un clan familiar que controlaba la Islandia medieval durante el periodo de la Mancomunidad Islandesa. Su territorio se situaba en Oddi, Rangárvellir al sur de la isla. Durante el siglo XII tuvieron el periodo de máxima influencia y poder, pero fue menguando. Su papel como caudillos y participantes en la guerra civil o Sturlungaöld tuvo un rol minoritario; solo tras la firma de «Gamli sáttmáli» se opusieron a la influencia de Gissur Þorvaldsson, jarl de Islandia.
El primer Oddaverji conocido fue Sæmundur fróði Sigfússon, un estudioso de principios del siglo XII, le siguieron su hijo Loftur Sæmundsson y su nieto Jón Loftsson, hijo de Loftur. Jón también era nieto de Magnus III de Noruega, y se le considera uno de los más grandes eruditos de su tiempo. Los Oddaverjar trazaron su linaje desde los primeros asentamientos coloniales, cuando los Dalverjar dominaban la región, y mostraron siempre un exacerbado orgullo por su herencia real.
Políticamente, los Oddaverjar eran afines a la facción bagler de Noruega y apoyaron a sus pretendientes al trono que también fueron respaldados por los jarls de las Orcadas.